# 에드윈 뮤어
에드윈 뮤어(Edwin Muir, 1887년 5월 15일 - 1959년 1월 3일)는 스코틀랜드 출신의 시인이며 번역가이다. 소작농의 아들로 태어나 1919년에 윌라 앤더슨과 결혼을 하였다. 그 후 런던으로 가 문학적 평론을 저작하였으며 영어를 가르치기도 하였다.
<항해> 와 <미로> 을 출판하여 시인으로 명성을 떨쳤으며, 명상적이며 신학적인 그의 상상력이 그를 드러나게 하였다.
아내와 함께 카프카의 저서를 번역하여 명성을 더욱 높였다.